# Hohe Penhab
Hohe Penhab är ett berg i Österrike.   Det ligger i distriktet Zell am See och förbundslandet Salzburg, i den centrala delen av landet, 300 km väster om huvudstaden Wien. Toppen på Hohe Penhab är 1 959 meter över havet.
Terrängen runt Hohe Penhab är bergig söderut, men norrut är den kuperad. Närmaste större samhälle är Mittersill, 8,9 km sydväst om Hohe Penhab. 
I omgivningarna runt Hohe Penhab växer i huvudsak blandskog. Runt Hohe Penhab är det ganska glesbefolkat, med 34 invånare per kvadratkilometer.